# 楊豐智
楊豐智（1989年1月6日—），綽號小智，中国大陆网路播客，游戏《英雄联盟》娱乐解说人。

## 人物经历
杨丰智于2008年开始解说《澄海3C》，2012年9月开始解说《英雄联盟》，其视频在优酷的播放数超过6亿。2014年，成为英雄联盟全明星解说投票第一名。
小智原在YY直播平台进行直播，2014年10月，小智与YY直播谈判破裂，其后跳槽到斗鱼TV，但由于与斗鱼产生矛盾，2015年9月，其直播间被斗鱼强制关闭。2015年9月，有传闻称小智成为网络直播平台熊猫TV的股东，2015年11月，小智跳槽到熊猫TV进行直播。
2015年12月25日，小智宣布自己即将在熊猫TV和全民tv同时进行直播。

## 争议

### 直播平台
- 2015年6月，小智在微博上指责虎牙直播在未得到他的许可下，私自将他的直播放在首页的显眼位置，侵害了自己的著作权，并称如果虎牙直播给他2000万的授权费他会考虑授权。其后虎牙直播发表道歉。[11]
- 2015年7月，小智指责斗鱼TV纵容其他主播刷人气，并称斗鱼拖欠他鱼丸和两个月工资。[12]
- 2015年8月，小智承认其直播间上的观看人数为虚假，但称该行为是斗鱼TV所为。[13]
- 2015年9月，小智直播间被斗鱼强制关闭，后使用若风和小漠的直播间但两者的直播间也被关闭，最终在战旗TV碧哥的直播间进行直播[14]。事后小智称自己没违约没遭起诉，为何要关闭他的斗鱼直播间。[15][16]
- 2015年12月25日，小智宣布自己即将在熊猫TV和全民TV同时进行直播，王思聪指责小智不懂契约精神，但小智称是受熊猫TV指派进行双平台直播。[17]12月29日，小智称是熊猫TV和全民TV谈好的结果，但由于沟通不畅所致，并进行道歉。[10]

### 与他人对骂
- 2014年4月12日，由于观众里辱骂小智，后小智进行回骂。后来，在游戏里有队友把团队表现不好的情况认为是他的错，于是他们互相对骂[18]。
- 2015年6月，小智在直播中因与队友发生冲突并发生对骂，引来400多万人围观。[19]
- 2015年7月，小智因在直播过程中遭到观众辱骂导致情绪失控，便随后发布长微博宣布解约斗鱼，还称需要休息一段时间。[20]7月28日，他在微博上表示会克制自己不去骂人。[21]
- 2016年2月10日，小智在直播时遇到一名对手的人身攻击与语言嘲讽，后寻求粉丝帮助希望对其进行人肉搜索。[22]
- 2016年7月12日，小智在直播时，女主播卡卡掉线，此时网友不停跑到小智房间称卡卡被封了，要小智站出来帮忙。小智称帮不了忙，却被观众指责，被某平台巨量水军进行人身辱骂。最后小智忍无可忍，怒摔键盘关闭直播。[23]
- 2017年4月21日，小智在直播中透露自己是DAN战队的老板（DAN战队晋级LPL），并调侃了刘谋（刘谋的YM战队没有晋级LPL），但刘谋找到DAN的工作人员核实小智没有DAN的股份，小智随后称自己是找人代持的股份，而刘谋咬定小智是在说谎，并曝光小智个人电话且出现言语伤人。4月29日直播中双方相互语音攻击。4月30日，DAN官博在微博表示曾和小智关于股份有过口头协定，正在落实当中，并主动承担所有责任。小智和刘谋在起小点的作和下达成共识，让事情翻篇。[24][25]
- 2017年5月20日，地下城与勇士主播旭旭宝宝在直播时表示赚的最多的主播是MC天佑，比小智赚的还多。结果小智反骂旭旭宝宝，并称“DNF没见过世面，穿你的西装去吧”。5月21日，小智在直播中和旭旭宝宝连线通话，表示都是误会，并向旭旭宝宝道歉。旭旭宝宝表示谅解。[26][27]

### 贴吧
- 2015年11月，百度贴吧抗压吧一名吧务因欠钱不还遭到曝光，其后小智对其进行嘲讽，但遭到贴吧吧友的调侃和指责。[28]

### 相关官司
- 2015年中旬，女主播西法称其被经纪公司众义娱乐拖欠一万薪资，在直播间哭诉讨薪。小智得知此事后，明白直播行业的内幕隐情，不忍见女主播想自己当初一样收到侮辱，并进行声援，导致众义娱乐多个直播室被封，之后众义娱乐将小智告上法院，法院一审为：小智赔偿众义娱乐经济损失五万元人民币，并在斗鱼首页发布十五天道歉声明。小智赔款五万元人民币，但他认为斗鱼不是媒体，没义务刊登道歉声明，所以未进行道歉。因为没有执行道歉，2015年12月7日，小智被法院列入失信人名单。小智在此事并没有一点受利并大力帮助被压榨的主播最后自己损失很大，但他从不为此事后悔。[29]

### 生日聚会
2016年1月6日18点，小智在葫芦岛振武贵宾楼宴请粉丝过生日，但由于现场人员太多，使得葫芦岛警方出面，警察以聚众人数太多为由对现场进行驱散。最终主持人碧哥帝师在小智授权下，将贵宾楼安排完毕，又包场了隔壁的两个饭店，但由于其到场粉丝量巨大，最后配合警察将剩余粉丝安排疏散。小智和碧哥在微博上对粉丝进行道歉。

## 外部連結
- 優酷網上的「lol超级小智」自频道
- 楊豐智的斗鱼直播間